# Constant de Viswanath
La constant de Viswanath ({\displaystyle {\mathit {K}}}) és una constant matemàtica relacionada amb la seqüència de Fibonacci de manera similar al nombre d'or, però aplicant un component d'atzar a la seqüència. Per fer-ho, cada nombre de la seqüència és calculat a partir dels dos nombres anteriors (igual que en la successió de Fibonacci normal), però no n'és la suma, sinó que en pot ser o bé la suma o bé la resta amb probabilitat 1/2.
Segons un teorema descrit per Harry Kesten i Hillel Furstenberg, seqüències amb atzar recurrent d'aquest tipus creixen a un ritme exponencial, però és difícil trobar-ne la taxa de creixement. L'any 1999, Divakar Viswanath va demostrar que tot i el component d'atzar, al llarg de suficients iteracions la divisió entre un nombre i l'anterior en la seqüència de Fibonacci amb component atzarós tendeix a una constant, que rep el nom de constant de Viswanath.

## Taula comparativa
|                       | Fibonacci                                                                                                   | Fibonacci amb component atzarós                                                                                 |
| --------------------- | --- | --- |
| Seqüència definitòria | {\displaystyle f_{n}=f_{n-1}+f_{n-2}}                                                                       | {\displaystyle f_{n}=f_{n-1}\pm f_{n-2}}                                                                        |
| Descripció matricial  | {\displaystyle {\binom {f_{n-1}}{f_{n}}}={\begin{pmatrix}0&1\\1&1\end{pmatrix}}{\binom {f_{n-2}}{f_{n-1}}}} | {\displaystyle {\binom {f_{n-1}}{f_{n}}}={\begin{pmatrix}0&1\\\pm 1&1\end{pmatrix}}{\binom {f_{n-2}}{f_{n-1}}}} |
| Taxa de creixement    | {\displaystyle \varphi }                                                                                    | {\displaystyle {\mathit {K}}}                                                                                   |

## Curiositats
En termes matemàtics, la fórmula de Fibonacci amb component atzarós gairebé segur que tendeix a una taxa de creixement igual a la constant {\displaystyle {\mathit {K}}}. Aquest terme s'utilitza així perquè tot i que al aplicar l'atzar el que s'observa és aquesta particularitat, es poden buscar casos tècnicament possibles on això no passa.
Per exemple, el cas gairebé impossible (però tècnicament possible) de que en tots els casos l'opció obtinguda sigui sempre la suma, la seqüència resultant és la fórmula de Fibonacci normal, i la seva taxa de creixement és el nombre d'or, no la constant de Viswanath.
Similarment, si la seqüència segueix un ordre alternat constant (-, +, -, +, -, +, ...) la seqüència és una repetició infinita de (1, 1, 0) i, per tant, no creix.